# George Maniaces

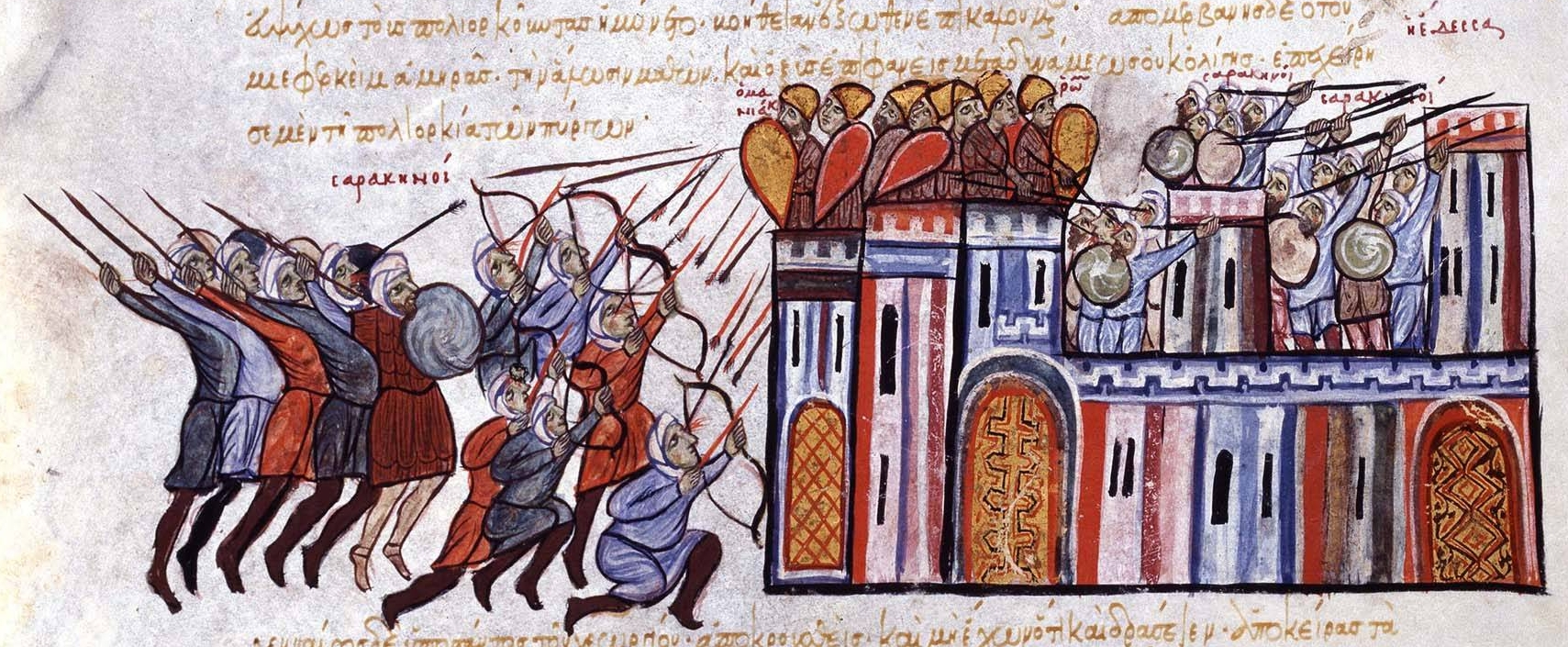
Maniaces cucerind Edessa

George Maniakes (în limba greacă, Γεώργιος Μανιάκης, în limba italiană, Giorgio Maniace) (d. 1043) a fost un proeminent general bizantin din secolul al XI-lea și catepan al Italiei în anul 1042. În saga scandinave, el apare sub numele de Gyrgir.

## Biografie
Maniakes s-a remarcat mai întâi în timpul campaniei bizantine din Orient din anul 1031, când trupele bizantine au fost înfrânte de către turcii selgiucizi la Alep, dar au revenit în forță ocupând Edessa de la musulmani. Cea mai mare realizare a sa a constat în recucerirea parțială a Siciliei de la sarazini în anul 1038. El s-a bucurat de sprijinul gărzii varegilor, care era condusă la acea vreme de către Harald Hardraada, cel care va deveni ulterior rege al Norvegiei și oponent al regelui Harold al II-lea al Angliei. Sub comanda lui George Maniakes se aflau și mercenari normanzi, sub conducerea lui Guillaume Braț de Fier din dinastia Hauteville, care cu ocazia campaniei siciliene și-a căpătat porecla de Braț de Fier în timpul unei lupte directe cu emirul arab de Siracusa. Campania siciliană s-a dovedit a fi un mare succes bizantin. Cu toate acestea, Maniakes l-a ostracizat curând pe amiralul său, Ștefan, după cum l-a umilit în public și pe conducătorul contingentului longobard, Arduin. Aceste măsuri au condus la îndepărtarea aliaților, în primul rând a normanzilor și a varegilor. Ca rezultat, Maniakes a fost rechemat de către împăratul Mihail al IV-lea Paflagonianul, cumnat al amiralului Ștefan. Deși, după îndepărtarea lui Maniakes, Sicilia a fost reocupată de către musulmani, succesele dobândite de Maniakes au constituit un exemplu care îi va inspira pe normanzi să încerce cucerirea insulei pe cont propriu.
Realizările lui Maniakes în Sicilia au fost total ignorate de către împăratul de la Constantinopol, astfel încât generalul s-a revoltat împotriva basileului Constantin al IX-lea Monomahul în 1042, deși acest nou împărat tocmai îl numise catepan de Italia. Maniakes a fost apoi proclamat împărat de către trupele sale (inclusiv de către varegi), în fruntea cărora a pornit în marș spre Constantinople. În 1043, armata sa s-a ciocnit de trupele loiale ale lui Constantin în apropiere de Salonic și, cu toate că inițial a fost câștigător, Maniakes a fost ucis după ce a primit o rană mortală (potrivit descrierii lui Mihail Psellos, răscoala încheindu-se odată cu moartea sa. Pedeapsa dată de împărat răsculaților rămași în viață a fost una extravagantă, silindu-i pe aceștia să defileze prin hipodromul din Constantinopol legați de niște măgari.
Orașul Maniace și fortăreața siracuzană Castello Maniace își trag amândouă numele de la personalitatea lui George Maniakes. 